# فرناندو ألفيس ماتشادو
فرناندو ألفيس ماتشادو (بالبرتغالية: Fernando Alves Machado‏) (25 ديسمبر 1981 في البرازيل - ) هو لاعب كرة قدم برازيلي في مركز الهجوم. لعب مع Club Sportivo Rivadavia ‏.

## وصلات خارجية
- فرناندو ألفيس ماتشادو على موقع قاعدة بيانات كرة القدم.إي يو (الإنجليزية)